# Kovacevți, Sofia
Kovacevți (în bulgară Ковачевци) este un sat în comuna Samokov, regiunea Sofia,  Bulgaria. 

## Demografie
Componența etnică a satului Kovacevți
     Romi (43,41%)
     Bulgari (56,2%)
     Nicio identificare (0,38%)
     Altele (0%)
La recensământul din 2011, populația satului Kovacevți era de 516 locuitori. Din punct de vedere etnic, majoritatea locuitorilor (56,2%) erau bulgari, cu o minoritate de romi (43,41%). Pentru 0,38% din locuitori nu este cunoscută apartenența etnică.